# Жабічин (Великопольське воєводство)
Жабічин (пол. Żabiczyn) — село в Польщі, у гміні Месцисько Вонґровецького повіту Великопольського воєводства.
Населення — 340 осіб (2011).
У 1975-1998 роках село належало до Познанського воєводства.

## Демографія
Демографічна структура станом на 31 березня 2011 року:
|          | Загалом | Допрацездатний вік | Працездатний вік | Постпрацездатний вік |
| -------- | ------- | ------------------ | ---------------- | -------------------- |
| Чоловіки | 175     | 34                 | 124              | 17                   |
| Жінки    | 165     | 37                 | 95               | 33                   |
| Разом    | 340     | 71                 | 219              | 50                   |